# Tapalapan
Tapalapan är en ort i Mexiko.   Den ligger i kommunen Santiago Tuxtla och delstaten Veracruz, i den sydöstra delen av landet, 400 km öster om huvudstaden Mexico City. Tapalapan ligger 283 meter över havet och antalet invånare är 2 354.
Terrängen runt Tapalapan är kuperad, och sluttar västerut. Runt Tapalapan är det ganska tätbefolkat, med 139 invånare per kvadratkilometer. Närmaste större samhälle är San Andres Tuxtla, 13,5 km sydost om Tapalapan. Omgivningarna runt Tapalapan är en mosaik av jordbruksmark och naturlig växtlighet.